# Heinkel He 51
O He 51 foi um caça monoposto biplano monomotor, que foi produzido em um grande número de versões. No dia 6 de agosto de 1936 seis aeronaves foram enviadas para a Espanha, e foram usadas na Guerra Civil Espanhola, depois teve uso durante a Segunda Guerra Mundial.

## Variantes
- He 49a
- He 49b
- He 49c
- He 51a
- He 51A-0
- He 51A-1
- He 51B-0
- He 51B-1
- He 51B-2
- He 51B-3
- He 51C-1
- He 51C-2